# Take You Higher
Singles de Hook N Sling et Goodwill
Different Pulses
(2012)
Take You Higher est une chanson du DJ et compositeur australien Hook N Sling et Goodwill sortie le 31 octobre 2011. La chanson est écrite par Angus Stone, Julia Stone, William Cate. Take You Higher est produite par Hook N Sling et par Goodwill. Le single rencontre un grand succès en Belgique, en se classant 3e dans la partie Flandre et 5e en Wallonie. Take You Higher se classe également aux Pays-Bas ainsi qu'en Pologne.
La chanson reprend le sample de Big Jet Planedu duo australien Angus & Julia Stone. 
Le clip vidéo sort en novembre 2011 et est dirigé par Benn Jae. le clip est tourné à la Nouvelle-Galles du Sud, géographiquement située au sud-est de l'île principale Australien et partage ses frontières avec le Queensland au nord, avec l'Australie-Méridionale à l'ouest et avec le Victoria au sud.

## Liste des pistes
Promo digital - Europe (2011)
1. Take You Higher - 3:09

## Classement par pays
| Classement (2011-2012)                  | Meilleure position |
| --------------------------------------- | ------------------ |
| Belgique (Flandre Ultratop 50 Singles)  | 3                  |
| Belgique (Wallonie Ultratop 50 Singles) | 5                  |
| Pays-Bas (Single Top 100)               | 82                 |
| Pologne (ZPAV)                          | 3                  |